# Cueva del Agua (Garafía)
Cueva del Agua es una localidad del municipio canario de Garafía, en el norte de la isla de Palma.

## Nombre del barrio
El nombre de este barrio (Cueva del Agua o Cueva de Agua) se debe a la existencia de una cueva natural en cuyo interior hay una fuente de agua. Esta cueva llamada Cueva de la Fuente se encuentra junto al sendero GR-130.

## Situación
Limita al este con el barrio de Llano Negro y hacia el norte con el de Santo Domingo que lo separa el Barranco de Fernando Oporto y hacia el sur y suroeste los barrios de El Castillo y las Tricias, siendo su límite el Barranco de Bristas.
En su núcleo central se encuentra la Ermita de Nuestra Señora de los Dolores y el antiguo colegio, que era una escuela Unitaria, mayormente sin maestro oficial designado, pero en esos momentos de vacancia era sustituido por María Antonia  Medina, de las pocas personas del lugar que sabían las cuatro reglas y escribir a la par que querían tramitir esos saberes seculares a las generaciones futuras.

## Historia
Su población ha descendido considerablemente desde la década de 1960, encontrándose actualmente en torno a los 120 habitantes. Este descenso paulatino de su población hay que explicarlo por la fuerte emigración primero a Cuba y después a Venezuela, junto a la coincidencia de las aperturas de las Carretera LP-114 por el Sur hacia Puntagorda y la carretera de Las Mimbreras, que permitirán salir a los municipio de Barlovento y San Andrés y Sauces, aunque el destino final de esas migraciones eran la Montaña Tenisca y Argual en los Llanos de Aridane y Santa Cruz de La Palma.
Sus tierras, mayormente de secano, servían para alternarlas con las suertes de medianías y de cumbre (de hecho, muchas tierras se heredaban sorteándolas entre los herederos legales), compensando como se podía, lo cultivos y pastos según fuera la época del año. Eran cultivos tempranos de frutales, cereales y papas junto a su gran riqueza que eran los almendros, los cuales se recogían en agosto y principio de septiembre, dejando madurar sus frutos para que soltara su envoltura que protegía en una primera fase, su parte más valiosa: la almendra.

## Fiestas
Sus fiestas patronales tienen lugar en septiembre cuando se celebra la fiesta del barrio en honor a la patrona de Cueva de Agua, Nuestra Señora de Los Dolores. Se llevan a cabo una verbena popular y diferentes actos culturales. Fueron famosos en su tiempo las representaciones teatrales (principalmente del teatro clásico español) llevadas a cabo por los vecinos del barrio que nutrían los cuerpos de actores y figurantes, siendo los carpinteros junto a las costureras de la zona, quienes se prestaban a realizar los atrezos y estilismos correspondientes, alcanzando un alto nivel de confección a la par que una gran espectacularidad, siendo regocijo de propios y extraños

## Conjunto arqueológico de El Callejoncito
El Callejoncito es un conjunto arqueológico de origen prehispánico.
 consta de unos grabados rupestres que tienen como soporte un afloramiento rocoso localizado sobre la orilla superior de la margen derecha del Barranco del Atajo. La estación cuenta con seis paneles que están en su posición originaria. Los motivos son de tipo geométrico y destacan las espirales, las grecas y los meandriformes. La técnica de ejecución fue el picado de anchura y profundidad variables. Su estado de conservación es regular debido al desgaste de los agentes erosivos. Fueron dados a conecer en 1970 por el Dr. Mauro Hernández Pérez en su memoria de Licenciatura. Posteriormente fueron estudiados durante la Segunda fase (1988) del Corpus de Grabados Rupestres de La Palma (E. Martín Rodríguez, J. F. Navarro Mederos y F. J. Pais Pais).
Junto a los grabados se encuentra un antiguo poblado de cuevas de origen prehistórico. El poblado de cuevas ocupa la parte media-alta de la margen derecha del Barranco del Atajo. Las cuevas presentan, en líneas generales, unas buenas condiciones de habitabilidad en cuanto a sus dimensiones, luminosidad, exposición y protección contra las inclemencias del tiempo. Las cuevas han sido intensamente reutilizadas en la época histórica como tendales de frutales para su futura conservación y algunas de ellas han sido expoliadas.
En este conjunto arqueológico han sido hallados fragmentos de cerámica que pertenecían a vasijas de las fases III y IV. La industria lítica está formada por lascas, diques, núcleos, etc. de basalto gris y basalto vítreo. También se han encontrado fragmentos óseos machacados de ovicápridos y numerosas conchas de lapas. 

## Ermita de Nuestra Señora de Los Dolores
Se trata de un pequeño templo, de una sola nave, cubierta a dos aguas con teja cerámica curva. La fachada cuenta con un frontón triangular, que está coronado por una espadaña central y una cruz. La puerta de acceso es de madera de tea y su parte superior en arco.

### Virgen Dolorosa
La virgen Doloros se trata de una imagen de vestir de carácter devocional que lleva ojos de cristal. Variante de las habituales representaciones de la Virgen María que encontramos representadas en Canarias. Igual que en el resto del Estado, a partir del siglo XVI se dio realce a este tipo particular de la Virgen de los Siete Dolores, o Virgen de la Soledad, donde María permanece sola tras la crucifixión de su Hijo y entregada al dolor.

## Playa de El Callejoncito
Junto al barrio se encuentra la playa del Callejoncito. Para llegar a ella hay un acceso desde la carretera LP-114 en el kilómetro 9. Posee una pista asfaltada hasta el lugar de estacionamiento de los vehículos. A partir de este punto, hay que caminar un kilómetro aproximadamente hasta la playa por un sendero que discurre por encima de la cueva gigante que está al pie de la playa, siendo un sendero de difícil tránsito, peligroso y de cierta dificultad, solo apto para gente iniciada y con experiencia en senderismo.
El Callejoncito se encuentra en la ensenada que forman las desembocaduras de los Barrancos del Atajo y el de Briestas, siendo este el de cauce más largo, que nace más arriba de Catela. Justo en la desembocadura, a la derecha (mirando de la tierra al mar) se encuentra la citada cueva natural (que no tiene que ver con los vestigios arqueólogicos antes citados) que ha servido tradicionalmente de acogida a los vecinos, cuando en los caluarosos meses de verano acudían a la zona para descansar de las labores del campo y justo por encima de este cueva sale el citado camino que enlaza con la actual carretera LP.114 a través del conocido, por peligroso, El Paso de la Soga. Se trata de una playa de arena negra estacionaria, enmarcada dentro de los grandes acantilados del nor-oeste de la Isla de La Palma. En los meses de verano cuenta con arena negra volcánica arrastrada por las mareas, llegando a superar los 100 metros de longitud. En los meses de invierno se puede encontrar una playa de callados, productos de los residuos de los cantos rodados de los barrancos antes citados. Precaución. Esta playa se trata de una zona de grandes corrientes, por lo que se recomienda mucha precaución al entrar en el agua, desaconsejándose salvo que se sepa nadar muy bien y se conzca el terreno. No hacerlo nunca en solitario.
Desde el punto de vista de la Naturaleza es un auténtico monumento ya que su flora predominante es  la tabaiba dulce (Euphorbia balsamifera, junto a los cardones de dimensiones difícilmente igualables, constituyendo la reserva natural de Hscagúan.

## Galería

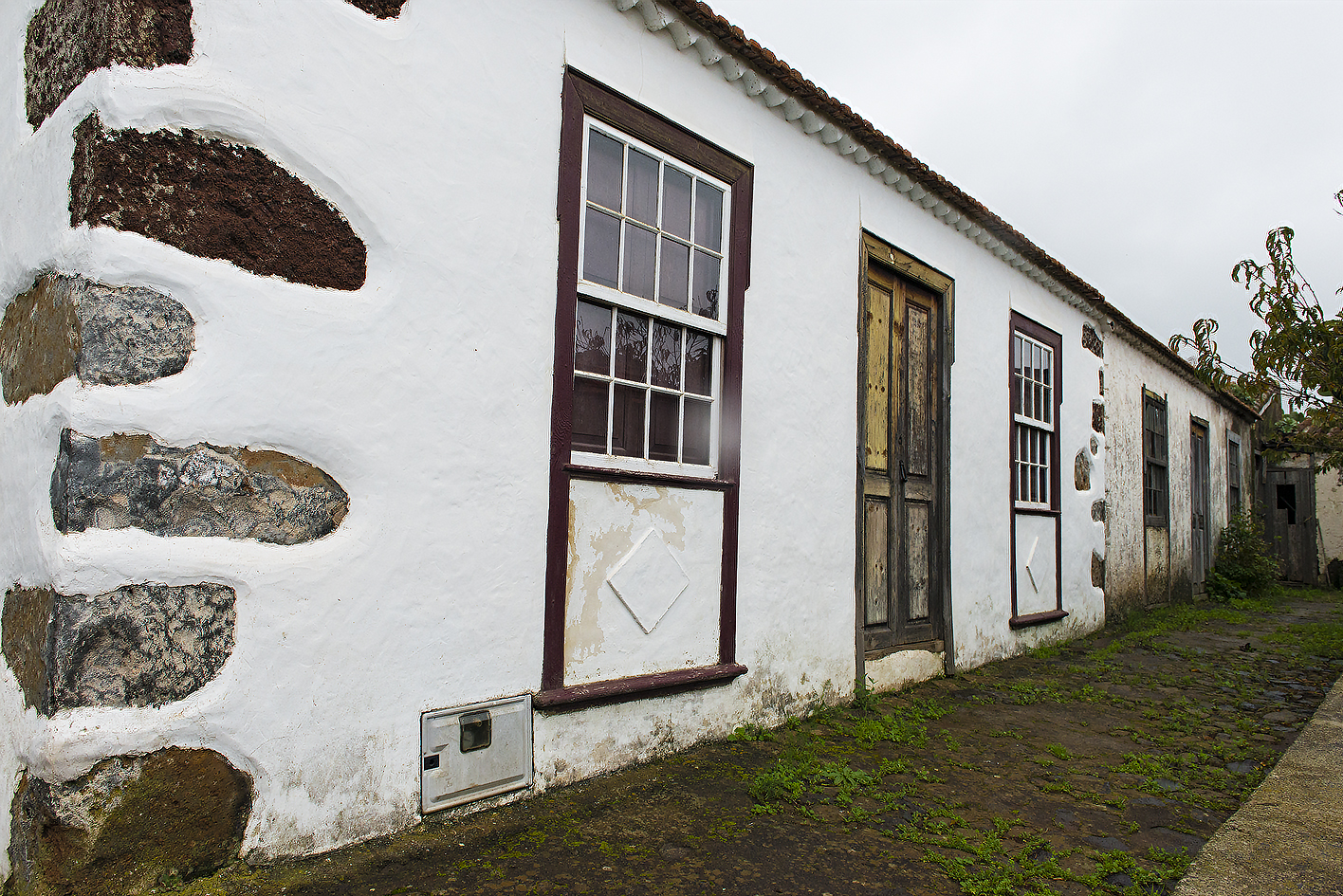
Antigua Vivienda y Venta tradicional propiedad de los herederos de Juan Ventura Pérez, autor de las célebres décimas Dolor o Sentimiento de las Huellas del Volcán de San Juan (1949), Cueva del Agua.
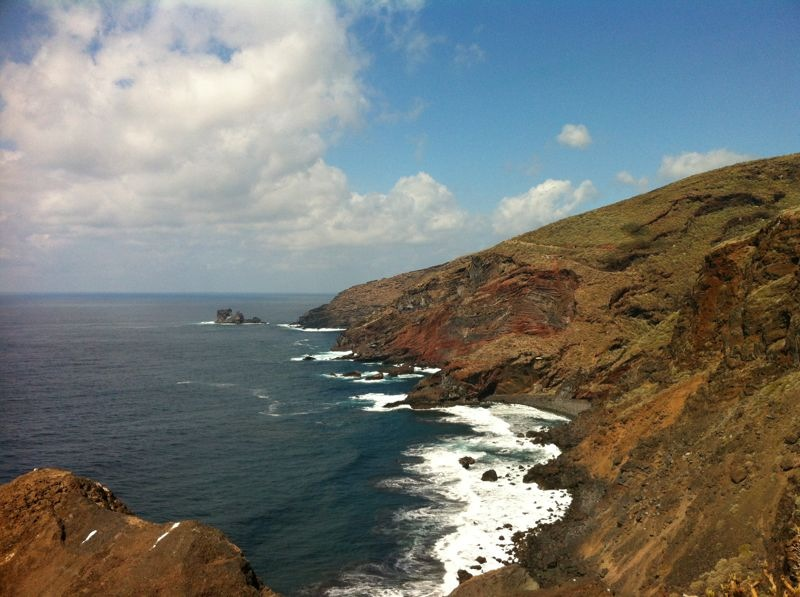
Acantilados del municipio de Garafía y la playa de El Callejoncito. Norte de la Isla de La Palma.
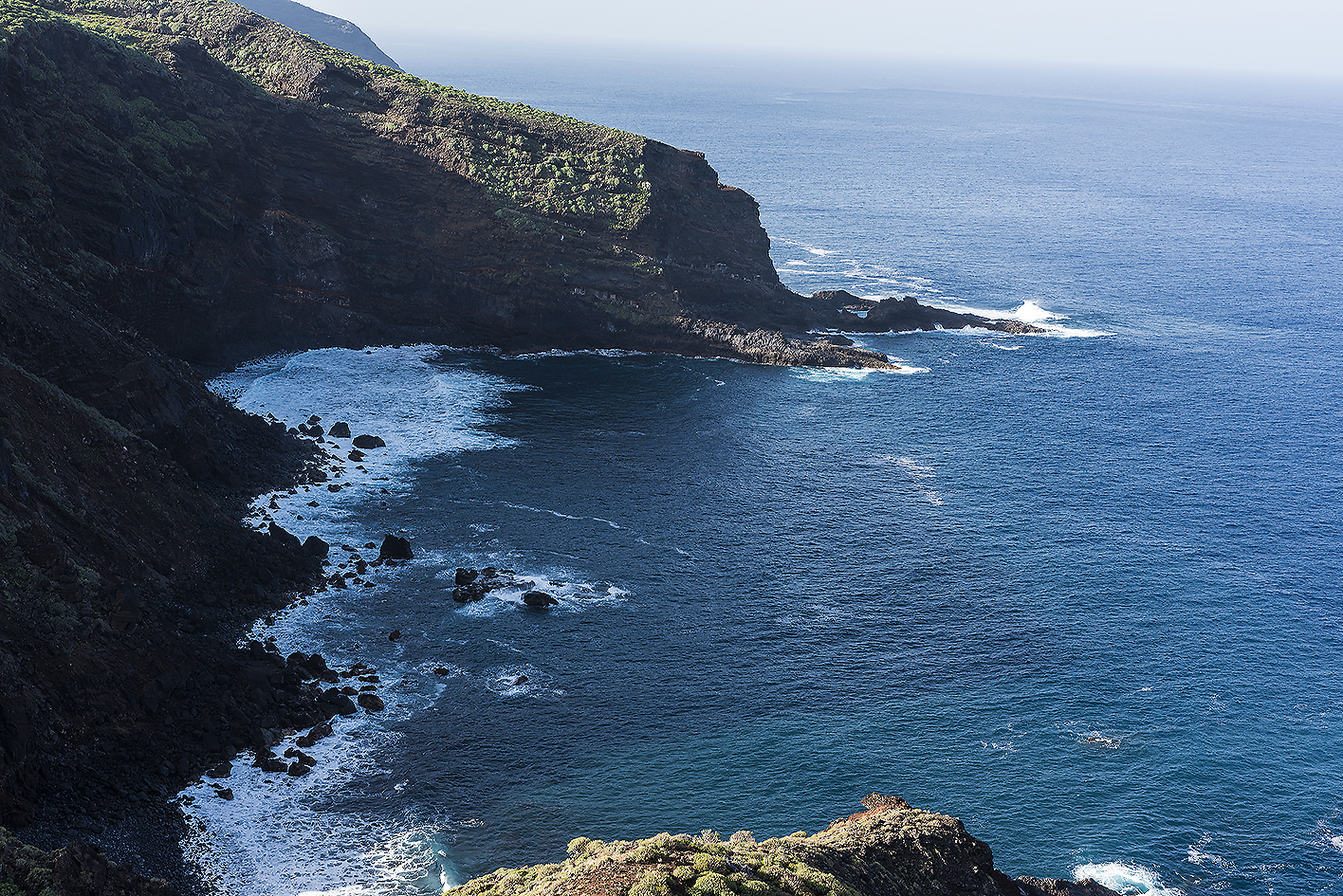
Vista del Callejoncito y del Paso de la Soga en Garafía
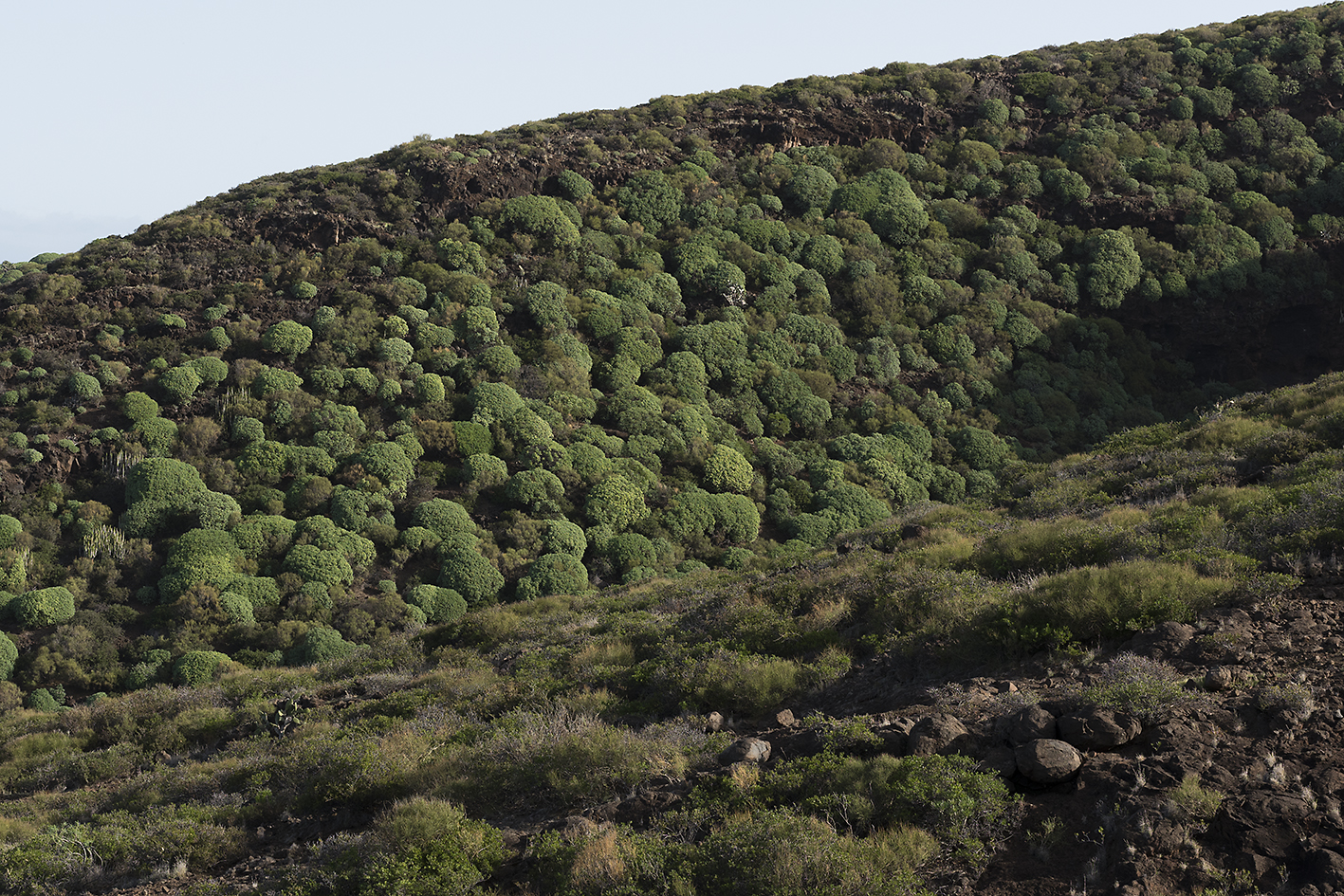
Reserva de tabaibales de Hizcaguán, el Callejoncito, Garafía.